# Động đất Asmara 1915
Trận động đất Asmara năm 1915 diễn ra ngoài khơi thành phố Asmara, Eritrea vào ngày 23 tháng 9 năm 1915 với độ lớn theo thang đo Mô-mem Mw     là 6,2 và cường độ cảm nhận tối đa là VI (Mạnh) trên thang cường độ Mercalli.

## Ảnh hưởng
Sự kiện gây hoang mang trong dân chúng và gây ra một số thiệt hại nhỏ không đáng kể do có tâm chấn ngoài biển. Trận động đất được các chuyên gia mô tả là có cường độ tương đối lớn.